# カイゾクスズキ
カイゾクスズキ(海賊鱸、学名：Aphredoderus sayanus)はサケスズキ目に属する淡水魚である。英名 Pirate perch は魚類学者のCharles C. Abbottによって命名され、飼育下で小魚しか食べなかったことに由来する。和名のカイゾクスズキもこれに因む。

## 分類
サケスズキ Percopsis omiscomaycusに近縁だが相違点も多く、単型のカイゾクスズキ科に分類されている。タイプ標本はフィラデルフィア、ハロウゲート産。属名Aphredoderusは古代ギリシャ語aphod(排泄物)、dere(喉)に由来し、総排出腔の位置を表したものである。種小名sayanusは博物学者Thomas Sayへの献名である。

## 分布
北米中部-東部固有種であり、水温5-26℃の温帯に生息する。ミシシッピ川を含めた大西洋・メキシコ湾に注ぐ川に分布するほか、五大湖東部周辺にも散発的に分布する。ダムの建設、都市化の進行によって分布域は狭まっており、ペンシルベニア州では絶滅している。

## 形態
仔魚では総排出腔は臀鰭前方にあるが、成長とともに頭部の下、腹鰭前方に移動する。
最大で14cmになるが、平均すると10.4cm程度。
背面は暗褐色で、腹面は白に黒い斑紋がある。尾柄に黒い帯があり、鰭にも黒い模様がある。生時には紫の光沢がある。背鰭は3-4棘・10-14軟条、胸鰭は10-13軟条、臀鰭は2-3棘・6-7軟条。側線鱗数43-56。
臀鰭の第3鰭条は仔魚では軟条だが、成魚では棘条に変化する。

## 生態
単独生活し、夜行性である。暖かくて透明度が高く、水流の緩い池・河川に生息する。特に植物が多く、木片などが堆積している環境を好む。体の大きさによって住み分けており、大型個体はより入り組んだ環境で生活する。また、外敵から逃れるためそのような入り組んだ場所に避難することが知られる。餌はボウフラ・ヨコエビ・エビ・ミルワーム・ヤゴ・カワゲラ・小魚・ミミズなど。寄生虫としてGyrodactylus aphredoderi ・Clinostomum marginatumなどが知られる。

### 生活史
実験室での観察が難しいため、長年繁殖方法は不明だった。最初、総排泄孔の位置から鰓室保育魚(Gill chamber brooder)だと思われていたが、実際は水草の根に付着性の卵を産むことが明らかになった。仔魚は水草の根の間の微小環境で育つため、雌は根の間に頭を差し込み、産卵する。その後雄が同じように卵を受精させる。水槽内では濾過用のフィルターなどにも産卵する。繁殖期はフロリダでは10-12月、ルイジアナでは2-3月 だが、通常は4月上旬-5月だと考えられる。産卵数は100-400個で、雌の大きさに依存する。1年で性成熟し、野生での寿命は4年。

## 保全状況
都市化の進行によって水辺の植生が消失し、生息域は狭められている。ダムなどによる水流の変化、農薬などによる水質汚染でも大きな影響を受けている。